# Neue Zürcher Zeitung
De Neue Zürcher Zeitung (NZZ) is een van de grootste Zwitserse dagbladen, gevestigd in Zürich. Van 2006 tot 2015 was Markus Spillmann (1967) de hoofdredacteur, die in maart 2015 werd opgevolgd door Eric Gujer.

## Beschrijving

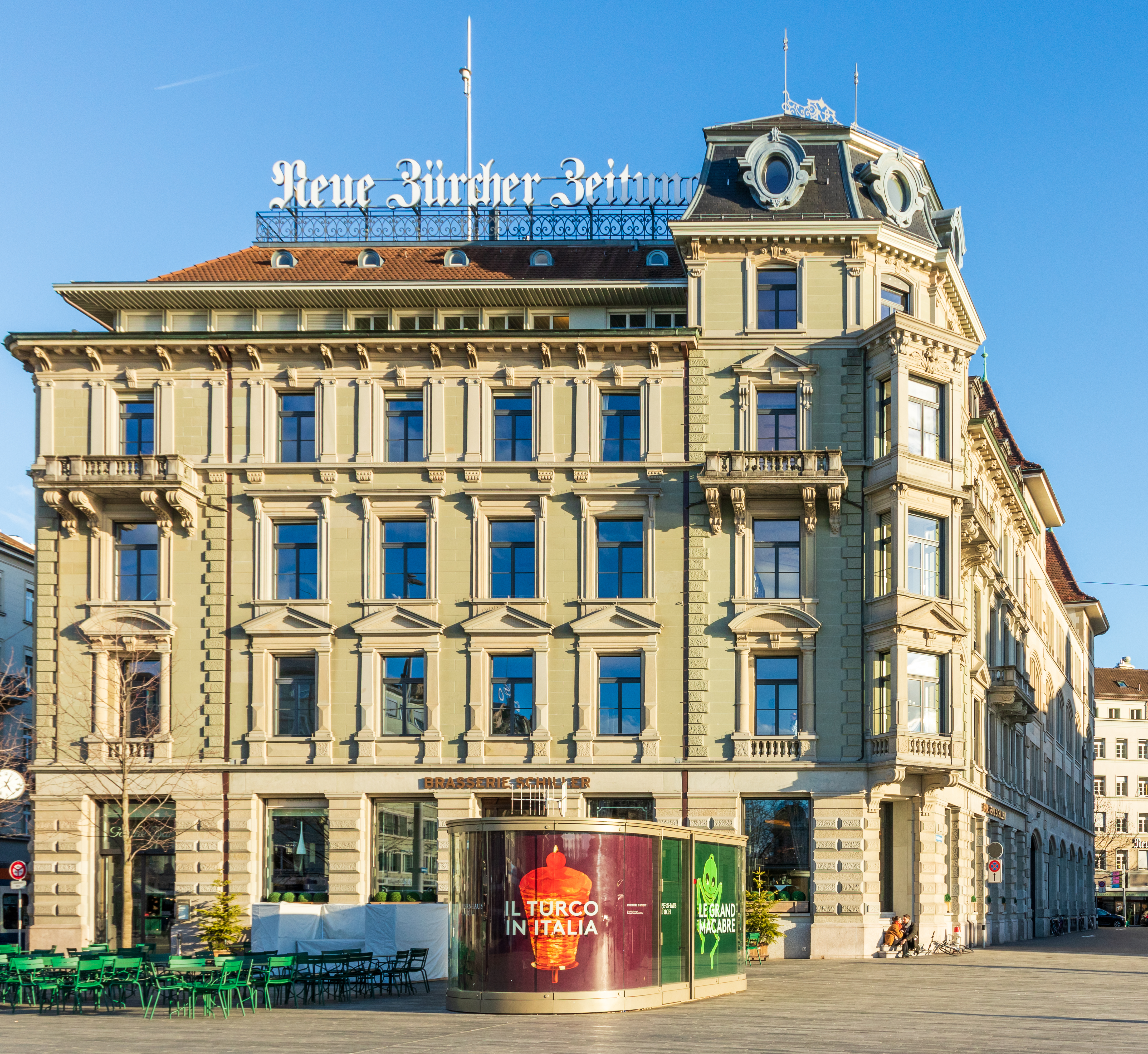
Hoofdkantoor in Zürich.

De liberale krant is een van de oudste nog verschijnende kranten ter wereld. Ze verscheen vanaf 1780 als Zürcher Zeitung, uitgegeven door Salomon Gessner en werd in 1812 hernoemd tot Neue Zürcher Zeitung. De krant is bekend om haar uitgebreide economiepagina's en gedetailleerde beursberichten naast de culturele en intellectuele diepgang. Bij volksraadplegingen neemt de NZZ stelling. Ze heeft een goede internationale reputatie. De oplage was in 2023 ca. 82.000. Behalve een internationale editie is er sinds 21 januari 2015 ook een digitale versie voor Oostenrijk.
Afgezien van een aangepaste lay-out, is de krant in wezen weinig veranderd sinds de jaren 1930. De nadruk ligt op internationaal nieuws, business, financiën en cultuur. Speciale reportages en lifestyle-artikels worden tot een minimum beperkt.

## Journalisten
Onder meer volgende journalisten werkten voor de Neue Zürcher Zeitung:
- Ella Wild (1881-1932)
- Elsa Gasser (1896-1967), econome[1]
- Helmi Gasser (1928-2015), kunsthistorica[2]

Schrijfster Olga Amberger (1882-1970) publiceerde meerdere feuilletons in de Neue Zürcher Zeitung.